# 科氏奈氏鱈
科氏奈氏鱈（学名：Nezumia coheni），又名鱈魚，为辐鳍鱼纲鳕形目鼠尾鱈科奈氏鱈屬下的一个种，该物种分布于西太平洋海域，栖息深度为710米至1032米，体长可达40公分。